# Bill Thompson (acteur)
Pour les articles homonymes, voir Bill Thompson.
Bill Thompson (8 juillet 1913, Terre Haute, Indiana – 15 juillet 1971, Culver City) était un acteur de radio et de cinéma américain ayant prêté sa voix à Droopy, Spike le bouledogue et plusieurs personnages des studios Disney dont le Gardien Lanature.

## Biographie

### Carrière radiophonique
Né de parents acteurs de vaudeville, Bill Thompson commence sa carrière dans une radio de Chicago. Il commence par apparaître dans l'émission de variété matinale de Don McNeill The Breakfast Club en 1934 ainsi que membre d'une chorale pour la série de variétés The Sinclair Weiner Minstrels vers 1937. Dans ces séries, Thompson créa un personnage doux mais aux propos incompréhensible occasionnellement nommé dans les publicités Mr. Wimple.
Thompson rencontre le succès vers 1936 lorsqu'il rejoint l'équipe de la comédie radiophonique Fibber McGee and Molly et reprend en 1941 la voix de Wimple. Dans la série Fibber McGee and Molly, Thompson s'essaye à plusieurs rôles, dont un fraudeur bruyant à la voix de W. C. Fields, d'abord nommé Widdicomb Blotto puis Horatio K. Boomer, propriétaire d'un restaurant grec. Mais ces deux rôles les plus connus sont le Old Timer (vétéran) et Wallace Wimple. Le Vétéran a été créé en 1937 et est un vieil homme bavard qui écoute et croit aux histoires et blagues de McGee's. Sa phrase la plus célèbre dans laquelle il surnomme sans raison McGee, Johnny est « C'est très bien, Johnny, mais ce n'est pas la façon dont je l'ai entendu. » (That's pretty good, Johnny, but that ain't the way I heerd it!). Cette phrase est passée dans l'argot populaire et apparaît dans les dessins animés de la Warner Bros. dont Tortoise Wins by a Hare dans lequel Bugs Bunny se déguise en un vieil homme barbu et tente de jouer des tours à Cecil Tortoise en l'aidant à battre le lièvre.
Wallace Wimple, une prolongation du rôle de Wimple dans Breakfast Club, se révèle cependant être son personnage le plus durable. Wimple est un ornithologue timide, à juste titre surnommée « Wimp » (mauviette) par McGee, qui a vécu dans la constante peur de sa "vieille et grande femme, ironiquement nommée Sweetie Face, qui a souvent été évoqué mais n'a jamais été entendu. Le terme « poule mouillée » était déjà d'un usage courant pour un personnage viril, par exemple avec le personnage de bande dessinée J. Wellington Wimpy. Le personnage, dont le bonjour était un doux « Hello, folks » est devenu très populaire. C'est ce personnage qui a inspiré le réalisateur Tex Avery pour construire un personnage d'animation canin, plus tard nommé Droopy, auquel Thompson a prêté sa voix dans la plupart de ses apparitions.
En 1942, Thompson joue également le rôle-titre, la genèse d'Adolf Hitler, dans le court métrage d'Avery nommé aux Oscars Blitz Wolf. En 1943, Thompson interprète pour la première le personnage de Droopy dans Dumb-Hounded.

### Service militaire
Mais cette même année 1943, alors âgé de 20 ans, Thompson doit interrompre sa carrière pour rejoindre les forces de l'US Navy dans le conflit de la Seconde Guerre mondiale, abandonnant tous ses personnages.
En 1946, il réintègre à plein temps l'équipe de Fibber McGee et devient un chroniqueur semi-régulier dans la série radiophonique d'Edgar Bergen jouant le rôle du "Professeur" Thompson. Il reprend aussi ses activités dans le monde de l'animation.

### Animation
En 1946, pour le studio d'animation de la Metro-Goldwyn-Mayer, il poursuit son rôle de Droopy mais aussi sa némésis Spike le bouledogue ainsi que d'autres personnages de dessins animés (Big Heel-Watha, Cousin George, etc.). À la fin des années 1940, il est auditionné et sélectionné par le studio Disney pour donner sa voix à deux personnages d’Alice au pays des merveilles (1951), le Dodo et le Lapin blanc.
Le 21 février 1950, il épouse Mary McBride, fille du dessinateur Clifford McBride, créateur de Napoleon and Uncle Elby. Il continue sa carrière radiophonique jusqu'à la fin des années 1950 dont plusieurs épisodes dans CBS Radio Workshop.
Il est par la suite engagé sur d'autres personnages pour Disney, reprenant des éléments ou des variations du dialecte de Wimple/Droopy, dont Mr Mouche dans Peter Pan (1953) (reprenant un rôle dans l'adaptation radiophonique du Lux Radio Theater), le Roi Hubert dans La Belle au bois dormant (1959). Il interprète aussi le personnage du Gardien Lanature (J. Audobon Woodlore) dans plusieurs courts métrages de Donald Duck et Nicodème (Humphrey) mais aussi le Professeur Hibou dans les deux courts métrages sur la musique Melody et Les Instruments de musique. Ces rôles ont été repris dans les émissions télévisées spéciales de Disney. En 1955 dans La Belle et le Clochard il donne même sa voix à cinq personnages ayant des accents différents : le terrier écossais Jock, le Bulldog cockney, le teckel allemand Dachsie, le cuisinier italien Joe. et l'agent de police irlandais. On peut noter qu'il est le premier interprète d'Oncle Picsou dans Picsou banquier (1967).
Son dernier rôle pour l'animation est l'Oncle Waldo dans le long métrage de Disney Les Aristochats (1970).
L'acteur décède le 15 juillet 1971,.

### Autres activités
En 1957, Thompson rejoint la branche locale à Los Angeles de la société Union Oil comme directeur de relations d'entreprise, faisant parfois usage de ses personnages radiophoniques. Malgré ce poste, il reste actif dans l'animation à la fois pour Disney et Hanna-Barbera.
En 1958, Thompson apparaît à la télévision comme invité dans l'émission To Tell the Truth.

## Filmographie (doublages de films d'animation compris)
- 1940 : Comin' Round the Mountain (en) de  George Archainbaud, Barney Smoot
- 1941 : Look Who's Laughing, Veteran
- 1942 : Blitz Wolf, Adolf Wolf
- 1942 : Here We Go Again, Wallace Wimple
- 1943 : Dumb-Hounded, Droopy
- 1944 : Big Heel-Watha, Big Heel-Watha
- 1945 : Jerky Turkey, Hunting Pilgrim
- 1945 : The Shooting of Dan McGoo, Droopy
- 1945 : Wild and Woolfy, Droopy
- 1946 : Northwest Hounded Police, Droopy
- 1949 : Señor Droopy, Droopy
- 1949 : Wags to Riches, Droopy
- 1949 : Out-Foxed, Droopy
- 1949 : The Counterfeit Cat, Spike
- 1950 : Ventriloquist Cat, Spike
- 1950 : Garden Gopher, Spike
- 1950 : The Chump Champ, Droopy
- 1951 : Le Chant du coq, Spike
- 1951 : Daredevil Droopy, Droopy / Spike
- 1951 : Droopy's Good Deed, Droopy
- 1951 : Alice au pays des merveilles, Le Lapin Blanc/Dodo
- 1951 : How to Catch a Cold, Homme et Sens commun
- 1951 : Droopy's Double Trouble, Droopy / Drippy / Spike
- 1951 : The Walt Disney Christmas Show (TV), Willoughby
- 1952 : Let's Stick together, Spike
- 1952 : Rock-a-Bye Bear, Spike
- 1952 : Caballero Droopy, Droopy
- 1953 : Peter Pan, Mr Mouche
- 1953 : Melody, Professeur Hibou
- 1953 : Franklin et moi, Governor Keith
- 1953 : The Three Little Pups (en), Droopy
- 1953 : Les Instruments de musique, Professeur Hibou
- 1954 : Spare the Rod, Narrateur/psychologie de l'enfant
- 1954 : Drag-A-Long Droopy, Droopy
- 1954 : Pigs Is Pigs, Flannery
- 1954 : Homesteader Droopy, Droopy
- 1954 : Donald visite le parc de Brownstone, Ranger Lanature
- 1954 : The Flea Circus, François Le Clown
- 1954 : Dixieland Droopy, Droopy
- 1954 : Donald visite le Grand Canyon, Ranger Lanature
- 1954 : The Flying Squirrel,
- 1955 : The Butcher, the Baker, the Ice Cream Maker, The Butcher
- 1955 : No Hunting, Ranger Lanature/ancêtre de Donald
- 1955 : La Belle et le Clochard, Jock / Bull - the Bull Terrier / Policeman at Zoo / Dachsie / Joe
- 1955 : Donald et les Abeilles, Ranger Lanature
- 1956 : Humphrey va à la pêche, Ranger Lanature
- 1956 : How to Have an Accident in the Home, J.J. Fate
- 1956 : In the Bag, Ranger Lanature
- 1956 : Millionaire Droopy, Droopy
- 1957 : Timid Tabby,Cousin George
- 1957 : Grin and Share It, Droopy
- 1957 : The Story of Anyburg U.S.A., Defense Attorney
- 1957 : One Droopy Knight, Droopy
- 1958 : Sheep Wrecked, Droopy
- 1958 : Mutts About Racing, Droopy / Butch
- 1958 : Robin Hoodwinked,Little John
- 1958 : Droopy Leprechaun, Droopy
- 1958 : Tot Watchers,Policier
- 1959 : La Belle au bois dormant, Roi Hubert
- 1959 : How to Have an Accident at Work, J.J. Fate
- 1960 : Nature's Better Built Homes (TV), Gardien Lanature
- 1961 : Yogi l'ours (The Yogi Bear Show), série TV (épisodes inconnus)
- 1967 : Tom and Jerry, Droopy / Personnages divers
- 1967 : The New Hanna-Barbera Cartoon Series, Touche Turtle
- 1967 : Picsou banquier, Oncle Picsou
- 1970 : Hell's Belles, L.G.
- 1970 : Les Aristochats, Oncle Waldo

## Sources
- Dunning, John. On the Air: The Encyclopedia of Old-Time Radio. New York: Oxford University Press, 1998.  (ISBN 0-19-507678-8)